# Ancema anysis
Ancema anysis е вид пеперуда от семейство Синевки (Lycaenidae). Видът е незастрашен от изчезване.

## Разпространение
Разпространен е в Индонезия (Сулавеси).